# Angewandte Mathematik
Die Angewandte Mathematik beschäftigt sich sowohl mit der Entwicklung neuer Methoden zur Lösung von Problemen aus anderen Gebieten (wie Chemie, Biologie, Physik, Wirtschaft, Informatik, Technik usw.) als auch der Anwendung bereits bekannter mathematischer Methoden auf wohlbekannte Probleme.
Insbesondere gehören dazu:
- Computermathematik
- Finanzmathematik
- Geomathematik
- Graphentheorie
- Ingenieurmathematik
- Kryptologie
- Mathematische Chemie
- Mathematische Physik
- Mathematische Psychologie
- Mathematische Statistik
- Numerische Mathematik
- Optimierung und Operations Research
- Theoretische Biologie
- Versicherungsmathematik
- Wirtschaftsmathematik
- Wissenschaftliches Rechnen

Die mathematischen Methoden werden auf ein Modell des betrachteten Systems angewandt.
Die Grenze zwischen reiner und angewandter Mathematik ist fließend, wie der Begriff angewandte Wissenschaft an sich problematisch ist. Die Zuordnung von Arbeiten in eines dieser beiden großen Felder hängt stark von der persönlichen Auffassung der beteiligten Mathematiker ab.
Angewandte Mathematik, die sich mit mathematischen Methoden beschäftigt (und damit ein Teilgebiet der Mathematik ist), ist von den Anwendungen der Mathematik in der Naturwissenschaft, den Ingenieurwissenschaften und anderen Bereichen zu unterscheiden. So wird man nicht sagen, dass ein Biologe, der mathematische Methoden der Populationsdynamik benutzt und bekannte Mathematik anwendet, selbst angewandte Mathematik betreibt – er verwendet sie lediglich. Häufig ziehen Nichtmathematiker diese Grenze nicht, und sie ist nicht immer klar. Die Verwendung der Mathematik zur Lösung industrieller Probleme wird Industriemathematik genannt; hier ist als Teilgebiet besonders die Technomathematik zu nennen, die sich mit aus der Technik stammenden Problemen befasst.